# Liste des lieux patrimoniaux du comté de Northumberland (Ontario)
Pour les articles homonymes, voir Liste des lieux patrimoniaux du comté de Northumberland.
Cet article recense les lieux patrimoniaux du comté de Northumberland inscrits au répertoire des lieux patrimoniaux du Canada, qu'ils soient de niveau provincial, fédéral ou municipal.

## Liste
| [ 1 ] | Lieu patrimonial                                                             | Illustration                                                                 | Municipalité           | Adresse                                                          | Coordonnées      | No    | Constr. | Prot.                                    | Rec. | Notes |
| ----- | ---------------------------------------------------------------------------- | ---------------------------------------------------------------------------- | ---------------------- | ---------------------------------------------------------------- | ---------------- | ----- | ------- | ---------------------------------------- | ---- | ----- |
| F     | Maison Barnum                                                                | Maison Barnum                                                                | Alnwick/Haldimand (en) | County Road 2                                                    | 43.9948 -78.0156 | 4027  | 1820    | LHN                                      | 1959 |       |
| F     | Ancienne Gare du Canadien National (VIA Rail)                                | Téléverser                                                                   | Cobourg                | 563 George Street                                                | 43.968 -78.171   | 4617  | 1911    | Heritage Railway Station                 | 1993 |       |
| F     | Lieu historique national du Canada Victoria Hall / Hôtel-de-Ville-de-Cobourg | Lieu historique national du Canada Victoria Hall / Hôtel-de-Ville-de-Cobourg | Cobourg                | 55 King Street West                                              | 43.9594 -78.1678 | 7550  | 1860    | National Historic Site of Canada         | 1959 |       |
| P     | Old Market Building                                                          | Old Market Building                                                          | Cobourg                | 201, Third St.                                                   | 43.9595 -78.1679 | 8184  | 1856    | Ontario Heritage Foundation Easement     | 1986 |       |
| P     | Poplars                                                                      | Poplars                                                                      | Cobourg                | 18, Spencer Street East                                          | 43.9651 -78.1691 | 8897  | 1827    | Ontario Heritage Foundation Easement     | 1985 |       |
| P     | Victoria College                                                             | Victoria College                                                             | Cobourg                | 100, University Street East                                      | 43.9654 -78.1646 | 8208  | 1832    | Ontario Heritage Foundation Easement     | 1988 |       |
| P     | Victoria Hall                                                                | Victoria Hall                                                                | Cobourg                | 55, King Street                                                  | 43.9595 -78.1679 | 8201  | 1860    | Ontario Heritage Foundation Easement     | 1979 |       |
| M     | 26 Barrett Street                                                            | 26 Barrett Street                                                            | Port Hope              | 26, Barrett Street                                               | 43.9541 -78.2954 | 9329  |         | Municipal Heritage Designation (Part IV) | 1982 |       |
| P     | 34-46 Walton Street, Port Hope                                               | 34-46 Walton Street, Port Hope                                               | Port Hope              | 34, Walton Street                                                | 43.9513 -78.2931 | 8836  | 1851    | Ontario Heritage Foundation Easement     | 1980 |       |
| P     | 50 John Street, Port Hope                                                    | 50 John Street, Port Hope                                                    | Port Hope              | 50, John Street                                                  | 43.9508 -78.295  | 8266  | 1874    | Ontario Heritage Foundation Easement     | 1979 |       |
| F     | Ancienne gare ferroviaire du Grand Tronc (Canadien national)                 | Ancienne gare ferroviaire du Grand Tronc (Canadien national)                 | Port Hope              | Hayward Street (at Choate Street)                                | 43.943 -78.299   | 4553  | 1856    | Heritage Railway Station                 | 1992 |       |
| M     | Armstrong Cottage                                                            | Armstrong Cottage                                                            | Port Hope              | 239, Ridout Street                                               | 43.9515 -78.3035 | 9327  | 1856    | Municipal Heritage Designation (Part IV) | 1997 |       |
| M     | Bank of Upper Canada                                                         | Bank of Upper Canada                                                         | Port Hope              | 86, John Street                                                  | 43.9496 -78.2952 | 9328  | 1857    | Municipal Heritage Designation (Part IV) | 1981 |       |
| M     | Blackham's Hotel                                                             | Blackham's Hotel                                                             | Port Hope              | 4345, Dorset Street W.                                           | 43.9483 -78.2957 | 8945  |         | Municipal Heritage Designation (Part IV) | 2003 |       |
| M     | Cassie Cottage                                                               | Cassie Cottage                                                               | Port Hope              | 15, Julia Street                                                 | 43.9525 -78.3043 | 8946  | 1852    | Municipal Heritage Designation (Part IV) | 1982 |       |
| M     | Chalk Carriage Works                                                         | Chalk Carriage Works                                                         | Port Hope              | 46, Cavan Street                                                 | 43.9537 -78.2956 | 9331  |         | Municipal Heritage Designation (Part IV) | 1989 |       |
| M     | Charles Clemes Duplex                                                        | Charles Clemes Duplex                                                        | Port Hope              | 57, King Street                                                  | 43.9507 -78.2902 | 9332  |         | Municipal Heritage Designation (Part IV) | 1988 |       |
| M     | Charles Wickett House                                                        | Charles Wickett House                                                        | Port Hope              | 55, King Street                                                  | 43.9508 -78.2902 | 9993  | 1912    | Municipal Heritage Designation (Part IV) | 2002 |       |
| M     | Crawley House                                                                | Crawley House                                                                | Port Hope              | 28, Bedford Street                                               | 43.9562 -78.2984 | 9994  |         | Municipal Heritage Designation (Part IV) | 1983 |       |
| M     | David Smart House                                                            | David Smart House                                                            | Port Hope              | 175, Dorset Street West                                          | 43.9463 -78.3021 | 7789  |         | Municipal Heritage Designation (Part IV) | 1983 |       |
| M     | Elias Smith House                                                            | Elias Smith House                                                            | Port Hope              | 168, King Street                                                 | 43.945 -78.29    | 9995  | c. 1800 | Municipal Heritage Designation (Part IV) | 1982 |       |
| M     | Fairmont: The David Smith House                                              | Fairmont: The David Smith House                                              | Port Hope              | 162, Dorset Street                                               | 43.9524 -78.28   | 9997  | 1       | Municipal Heritage Designation (Part IV) | 1980 |       |
| M     | George Manning Furby House                                                   | George Manning Furby House                                                   | Port Hope              | 61, Bramley Street N.                                            | 43.9539 -78.3073 | 9998  |         | Municipal Heritage Designation (Part IV) | 1986 |       |
| M     | Henry Howard Meredith House                                                  | Henry Howard Meredith House                                                  | Port Hope              | 47, Pine Street S.                                               | 43.9502 -78.2961 | 10002 | 1851    | Municipal Heritage Designation (Part IV) | 1986 |       |
| M     | Hooey Cottage                                                                | Hooey Cottage                                                                | Port Hope              | 20, Ward Street                                                  | 43.9539 -78.2911 | 10003 | 1855    | Municipal Heritage Designation (Part IV) | 1989 |       |
| M     | James Leslie Cottage                                                         | James Leslie Cottage                                                         | Port Hope              | 118, Bruton Street                                               | 43.9535 -78.3057 | 10004 |         | Municipal Heritage Designation (Part IV) | 1993 |       |
| M     | James Sculthorp Townhouse                                                    | James Sculthorp Townhouse                                                    | Port Hope              | 200, Walton Street                                               | 43.9523 -78.3007 | 10006 |         | Municipal Heritage Designation (Part IV) | 1991 |       |
| M     | John David Smith House                                                       | John David Smith House                                                       | Port Hope              | 21, Dorset Street East                                           | 43.9498 -78.2899 | 8343  | 1834    | Municipal Heritage Designation (Part IV) | 1985 |       |
| M     | John Tucker Williams House: Penryn Homestead                                 | Téléverser                                                                   | Port Hope              | 82, Victoria Street S.                                           | 43.9461 -78.3058 | 9999  | 1829    | Municipal Heritage Designation (Part IV) | 1979 |       |
| M     | John, Ontario and Queen Street Heritage Conservation District                | Téléverser                                                                   | Port Hope              | 0, John, Ontario and Queen Street Heritage Conservation District | 43.9512 -78.2931 | 10001 |         | Heritage Conservation District (Part V)  | 2008 |       |
| M     | Joseph Clarke House                                                          | Joseph Clarke House                                                          | Port Hope              | 13, King Street                                                  | 43.9534 -78.2904 | 10007 |         | Municipal Heritage Designation (Part IV) | 1983 |       |
| M     | Judson A. Brown House                                                        | Judson A. Brown House                                                        | Port Hope              | 82, Augusta Street                                               | 43.9494 -78.2979 | 10008 |         | Municipal Heritage Designation (Part IV) | 1897 |       |
| M     | Little Bluestone                                                             | Little Bluestone                                                             | Port Hope              | 117, King Street                                                 | 43.9473 -78.29   | 8318  | 1834    | Municipal Heritage Designation (Part IV) | 1982 |       |
| M     | Little Station                                                               | Little Station                                                               | Port Hope              | 10, Hayward Street                                               | 43.9459 -78.2949 | 10009 |         | Municipal Heritage Designation (Part IV) | 1980 |       |
| M     | Margaret and Charles Stuart House                                            | Margaret and Charles Stuart House                                            | Port Hope              | 180, Dorset Street E.                                            | 43.9535 -78.2755 | 15583 | 1879    | Municipal Heritage Designation (Part IV) | 1980 |       |
| M     | Penstowe                                                                     | Penstowe                                                                     | Port Hope              | 98, Ontario Street                                               | 43.9561 -78.2928 | 8342  |         | Municipal Heritage Designation (Part IV) | 1985 |       |
| M     | Pinehurst                                                                    | Téléverser                                                                   | Port Hope              | 44, Pine Street N.                                               | 43.9544 -78.2992 | 10010 | 1846    | Municipal Heritage Designation (Part IV) | 1982 |       |
| P     | Port Hope CNR Station                                                        | Port Hope CNR Station                                                        | Port Hope              | 20, Hayward Street                                               | 43.9442 -78.2979 | 8898  | 1856    | Ontario Heritage Foundation Easement     | 1987 |       |
| M     | Port Hope Capitol Theatre                                                    | Port Hope Capitol Theatre                                                    | Port Hope              | 14, Queen Street                                                 | 43.9506 -78.2931 | 7788  | 1930    | Municipal Heritage Designation (Part IV) | 1989 |       |
| M     | Port Hope Registry Office                                                    | Port Hope Registry Office                                                    | Port Hope              | 17, Mill Street N.                                               | 43.9512 -78.2919 | 10011 |         | Municipal Heritage Designation (Part IV) | 1992 |       |
| M     | Port Hope Town Hall                                                          | Port Hope Town Hall                                                          | Port Hope              | 56, Queen Street                                                 | 43.9491 -78.293  | 10012 |         | Municipal Heritage Designation (Part IV) | 1994 |       |
| M     | Richard Trick Cottage                                                        | Richard Trick Cottage                                                        | Port Hope              | 254, Ridout Street                                               | 43.9515 -78.3043 | 10013 |         | Municipal Heritage Designation (Part IV) | 1982 |       |
| M     | Robert Mitchell House                                                        | Robert Mitchell House                                                        | Port Hope              | 8, King Street                                                   | 43.9537 -78.2907 | 10014 |         | Municipal Heritage Designation (Part IV) | 1983 |       |
| M     | Robert Youdan Terrace                                                        | Téléverser                                                                   | Port Hope              | 46, Baldwin Street                                               | 43.9532 -78.3014 | 10015 |         | Municipal Heritage Designation (Part IV) | 1984 |       |
| M     | Smith Cottage                                                                | Smith Cottage                                                                | Port Hope              | 72, Augusta Street                                               | 43.9495 -78.2973 | 9961  |         | Municipal Heritage Designation (Part IV) | 1993 |       |
| M     | Smith House                                                                  | Smith House                                                                  | Port Hope              | 92, King Street                                                  | 43.9482 -78.2902 | 9962  | c. 1840 | Municipal Heritage Designation (Part IV) | 1997 |       |
| P     | St. Lawrence Hall Block                                                      | St. Lawrence Hall Block                                                      | Port Hope              | 87, Walton Street                                                | 43.9516 -78.2948 | 8274  | 1853    | Ontario Heritage Foundation Easement     | 1976 |       |
| M     | St. Mark's Anglican Church                                                   | St. Mark's Anglican Church                                                   | Port Hope              | 51, King Street                                                  | 43.9515 -78.2904 | 9964  | 1824    | Municipal Heritage Designation (Part IV) | 1978 |       |
| M     | Thomas B. Chalk House                                                        | Thomas B. Chalk House                                                        | Port Hope              | 48, Bloomsgrove Avenue                                           | 43.9572 -78.2915 | 9966  |         | Municipal Heritage Designation (Part IV) | 1992 |       |
| M     | Thomas Clarke House: The Cone                                                | Thomas Clarke House: The Cone                                                | Port Hope              | 115, Dorset Street West                                          | 43.9473 -78.2995 | 9967  | 1858    | Municipal Heritage Designation (Part IV) | 1984 |       |
| M     | Thomas McCreery House                                                        | Thomas McCreery House                                                        | Port Hope              | 78, Augusta Street                                               | 43.9494 -78.2977 | 9968  |         | Municipal Heritage Designation (Part IV) | 1983 |       |
| M     | Thomas White House                                                           | Téléverser                                                                   | Port Hope              | 22, Shortt Street                                                | 43.9497 -78.3116 | 9969  |         | Municipal Heritage Designation (Part IV) | 1992 |       |
| M     | Turner House                                                                 | Turner House                                                                 | Port Hope              | 73, Mill Street S.                                               | 43.9478 -78.2914 | 9971  |         | Municipal Heritage Designation (Part IV) | 1989 |       |
| M     | Union Cemetery Chapel                                                        | Union Cemetery Chapel                                                        | Port Hope              | 114, Toronto Road                                                | 43.9559 -78.317  | 8317  |         | Municipal Heritage Designation (Part IV) | 1986 |       |
| M     | Waddell Block                                                                | Waddell Block                                                                | Port Hope              | 1, Waddell Street                                                | 43.9505 -78.2919 | 9973  | 1845    | Municipal Heritage Designation (Part IV) | 1992 |       |
| M     | Walton Street Heritage Conservation District, Downtown Port Hope             | Téléverser                                                                   | Port Hope              |                                                                  | 43.9505 -78.2919 | 7792  |         | Heritage Conservation District (Part V)  | 1997 |       |
| M     | William B. Cawthorne House                                                   | William B. Cawthorne House                                                   | Port Hope              | 64, Augusta Street                                               | 43.9496 -78.2968 | 9974  | 1852    | Municipal Heritage Designation (Part IV) | 1990 |       |
| M     | William Bellamy Cottage                                                      | Téléverser                                                                   | Port Hope              | 64, Charles Street                                               | 43.9525 -78.3051 | 9975  |         | Municipal Heritage Designation (Part IV) | 1988 |       |
| M     | William Craig House                                                          | Téléverser                                                                   | Port Hope              | 42, Bedford Street                                               | 43.956 -78.2995  | 9976  |         | Municipal Heritage Designation (Part IV) | 1989 |       |
| M     | William Sisson House: Wimbourne                                              | William Sisson House: Wimbourne                                              | Port Hope              | 89, Dorset Street W.                                             | 43.9477 -78.2979 | 9972  | 1853    | Municipal Heritage Designation (Part IV) | 1986 |       |
| M     | William Skitch Cottage                                                       | Téléverser                                                                   | Port Hope              | 159, Bruton Street                                               | 43.9528 -78.3086 | 9977  |         | Municipal Heritage Designation (Part IV) | 1989 |       |
| M     | William Trick Cottage                                                        | Téléverser                                                                   | Port Hope              | 9, Church Street                                                 | 43.9523 -78.302  | 9978  |         | Municipal Heritage Designation (Part IV) | 2000 |       |